# تعویض (فیلم ۲۰۱۱)
تعویض (فرانسوی: Switch‎) فیلمی فرانسوی در ژانر اکشن به کارگردانی  فردریک شوندورفر است که در سال ۲۰۱۱ منتشر شد. از بازیگران آن می‌توان به اریک کانتونا، ماکسیم روی، و مهدی نبو اشاره کرد.

## خلاصه داستان
سوفی طراح مدی است که بیکار است و در مونترال زندگی می کند روزی با یک سایت آشنا می شود که پیشنهاد تعویض خانه برای تعطیلات را ارائه می دهد ولی.....